# Зимни олимпийски игри 1968
Десетите зимни олимпийски игри се провеждат в Гренобъл, Франция от 6 до 18 февруари 1968 г. Другите градове, кандидатирали се за домакинство, са Калгари, Лахти, Сапоро, Осло и Лейк Плесид.
Това са първите зимни олимпийски игри, на които СССР не успява да се нареди на първо място по медали. На челно място се нарежда отборът на Норвегия.
Гренобъл 1968 е първата олимпиада с талисман. Нарича се Шус и представлява малко човече на ски. 

## Рекорди
- Френският скиор Жан-Клод Кили печели трите медала в алпийските ски (спускане, гигантски слалом и слалом), като по този начин изравнява рекорда на Тони Зайлер от Олимпиадата през 1956 г. в Кортина д'Ампецо. [1]

## Медали
Норвегия изненадващо печели най-много медали от Игрите. 
| Витрина |                  |       |        |       |      |
| Място   | Държава          | Злато | Сребро | Бронз | Общо |
| 1       | Норвегия         | 6     | 6      | 2     | 14   |
| 2       | СССР             | 5     | 5      | 3     | 13   |
| 3       | Франция          | 4     | 3      | 2     | 9    |
| 4       | Италия           | 4     | 0      | 0     | 4    |
| 5       | Австрия          | 3     | 4      | 4     | 11   |
| 6       | Нидерландия      | 3     | 3      | 3     | 9    |
| 7       | Швеция           | 3     | 2      | 3     | 8    |
| 8       | Западна Германия | 2     | 2      | 3     | 7    |
| 9       | САЩ              | 1     | 5      | 1     | 7    |
| 10      | Финландия        | 1     | 2      | 2     | 5    |

## Българско участие
Представители на България на олимпийските игри са алпийският скиор Петър Ангелов и ски бегачите Петър Панков, Роза Димова, Цветана Сотирова, Величка Пандева и Надежда Василева.

## Дисциплини
| - Бобслей - Хокей на лед - Фигурно пързаляне - Ски бягане - Пързаляне с едноместна шейна | - Бързо пързаляне с кънки - Северна комбинация - Ски скокове - Ски алпийски дисциплини - Биатлон |